# Callopanchax toddi
Callopanchax toddi е вид лъчеперка от семейство Nothobranchiidae.

## Разпространение и местообитание
Видът е разпространен в Гвинея и Сиера Леоне.
Обитава сладководни басейни и потоци.

## Описание
На дължина достигат до 8 cm.